# Éloi-Charlemagne Taupin

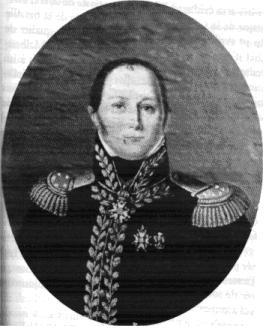
Général Taupin

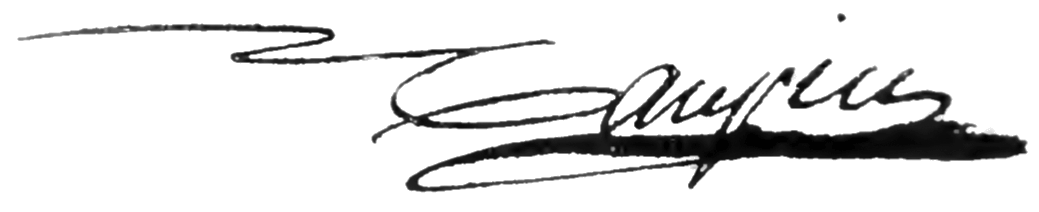
Signatur

Éloi-Charlemagne Taupin (* 17. August 1767 in Barbery (Oise); † 10. April 1814 in der Schlacht bei Toulouse) war ein französischer Général de division und Baron des Empire.

## Biographie

### Familie
Éloi Charlemagne war der Sohn des Landarbeiters Eloy Taupin (* 12. Juni 1740 in Barbery), verheiratet seit dem 3. Juli 1765 in Senlis mit  Marie Louise Barbier (* vor 1745 in Ayencourt † 18. Oktober 1776 in Brasseuse, Département Oise).

### Militärdienst
Vom 14. Mai 1787 bis zum 17. Februar 1791 war Taupin Angehöriger des «105e régiment d’infanterie de ligne» (vormals Régiment du Roi). Am 18. September 1791 wurde er zunächst Sous-lieutenant im «1er bataillon des volontaires national de l’Oise» und am 31. Januar 1792 durch Wahl zum Capitaine in dieser Einheit ernannt.
Von 1792 bis 1795 war er der Armée du Nord zugeteilt und erreichte dort den Rang eines Chef de bataillon in der  «183e demi-brigade» (183. Halbbrigade) und später im 28e régiment d’infanterie de ligne.
Von 1795 bis 1797 war er zur «Armée de l’Intérieur» kommandiert und wurde 1798 zur «Armée d’Helvétie» (Helvetischen Armee) versetzt. Am 9. Juni 1800 zeichnete er sich in der Schlacht bei Montebello und der Schlacht bei Marengo besonders aus, in letzterer wurde er verwundet, woraufhin ihm am 15. September 1802 dann ein Ehrensäbel verliehen wurde, das entsprechende Patent erhielt er allerdings erst am 24. Januar 1803 ausgehändigt.
In den Jahren 1802–1803 war er nach Boulogne abkommandiert und stand dort unter dem Kommando von Général Vandamme, um dann am 22. Dezember 1803 zum Major im 11e régiment d’infanterie de ligne befördert zu werden. Am 14. Juni 1804 wurde ihm der Orden eines «Officier de la Légion d’honneur» verliehen.
Am 1. Februar 1805 wurde er zum Colonel befördert und übernahm als Kommandant das 103erégiment d’infanterie de ligne. Mit diesem Regiment nahm er an den Feldzügen nach Deutschland teil, kämpfte in der Division Gazan bis 1807 in Preußen und in Polen. In der Schlacht bei Austerlitz erweckte er die Aufmerksamkeit von Napoléon, der ihn daraufhin am 25. Dezember 1805 den Orden eines  «Commandant de la Légion d’honneur» (Kommandeurskreuz der Ehrenlegion) verlieh. Am 21. Februar 1807 wurde er anlässlich der Schlacht bei Eylau zum Général de brigade befördert. Im Jahre 1808 zur «Armée d’Espagne» (Spanische Armee) abkommandiert, kehrte er 1809 zurück und nahm an den Feldzügen in Deutschland und gegen Österreich teil. 1810 wurde Taupin erneut zur Armee nach Spanien versetzt. Am 22. Juli 1812 kommandierte er in der Schlacht bei Salamanca die «6e division d’infanterie». Mit dem 28. Januar 1813 wurde er zum «Général de division» befördert und übernahm am 24. März 1813 das Kommando über die «4e division d’infanterie». Diese war Teil der «Armée du Portugal» (Portugiesische Armee) unter dem Kommando von Général Reille und kämpfte am 21. Juni 1813 in der Schlacht bei Vitoria. Nach der Ernennung von Maréchal Soult zum Befehlshaber der «Armée des Pyrénées» (Pyrenäenearmee) blieb die «4e division d’infanterie» unter dem Kommando von Général Reille und zeichnete sich in der Schlacht bei Sorauren (Pyrenäen) am 28. Juli 1813 und bei der Verteidigung der Redoute «Baïonnette» vor Ascain an der Nivelle aus.
Am 10. Dezember 1813 war Taupin erneut erfolgreich, als er mit seiner Truppe im Gefecht bei Bassussary die Alliierten auf ihre Verschanzungen bei Arcangues zurückdrängen konnte. Am 27. Februar 1814 konnte seine Division auf dem rechten Flügel der französischen Schlachtordnung in der Schlacht bei Orthez fünf Angriffe der Verbände unter General Beresford zurückschlagen.
In der Schlacht bei Toulouse hielt die Division Taupin die Redoute «Sipière» besetzt. Nachdem ein Angriff der Engländer zurückgeschlagen worden war, beging Taupin den Fehler, einen Gegenangriff zu starten, den er selbst anführte und bei dem er um 11:00 Uhr getötet wurde. Das Durcheinander, das in den französischen Reihen auf seinen Tod folgte, nutzte Beresford, um die Redoute einzunehmen. Am Nachmittag wurde der Leichnam Taupins in der Kathedrale Saint-Étienne in Toulouse aufgebahrt.

## Teilnahme an Schlachten
- 1800: Schlacht bei Montebello

Schlacht bei Marengo
- 1805: Schlacht bei Austerlitz

Schlacht bei Ulm
- 1807: Schlacht bei Preußisch Eylau

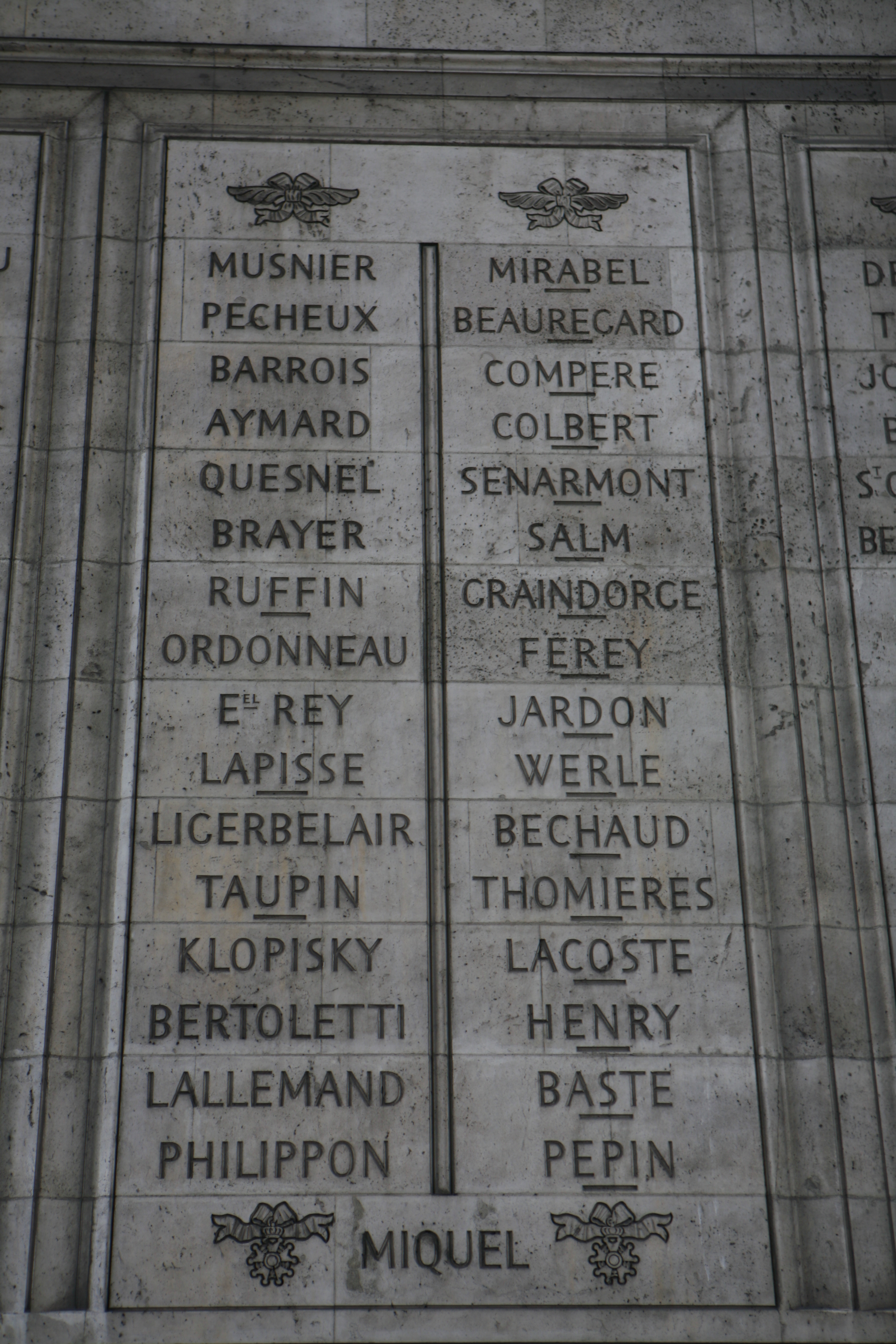
Namensgravur auf dem Arc de Triomphe

- 1812: Schlacht bei Salamanca
- 1813: Schlacht bei Vitoria
- 1814: Schlacht bei Orthez

Schlacht bei Toulouse

## Titel
Général Taupin wurde am 2. Juli 1808 zum Baron des Empire erhoben.

## Ehrungen
- 24. Januar 1803: Überreichung des Ehrensäbels.
- 14. Juni 1804: Ernennung zum „Officier de la Légion d’honneur“.
- 25. Dezember 1805: Ernennung zum „Commandant de la Légion d’honneur“.
- Verewigung in der 37. Spalte auf dem westlichen Pfeiler des Arc de Triomphe